# Acanthocarpus preissii
Acanthocarpus preissii es una planta rizomatosa perenne, nativa de Australia Occidental. Sus flores son blancas, y el período de floración tiene lugar entre abril y mayo.

## Descripción
La planta, de aspecto herbáceo, puede alcanzar una altura de hasta un metro. Las hojas son rígidas, de aproximadamente cinco centímetros de longitud, cuyos extremos son de aspecto puntiagudo. Los frutos son distintivos, de color amarillo, y con una cubierta espinosa. Las semillas son esféricas, de tonalidades entre anarajandas y marrones y hay tres por cada fruto, las cuales son liberadas en el mes de diciembre por fragmentación de los lóbulos de los frutos. Las semillas, translúcidas, cuentan con una capa externa oleaginosa. Su polinización viene dada por pequeñas polillas, así como otros insectos.

## Distribución
La especie se encuentra ampliamente distribuida y es bastante común en las áreas costeras y del interior donde los suelos de piedra caliza son dominantes, desde Exmouth hasta Windy Harbour. 
Tolera una amplia variedad de suelos, desde suelos arenosos, arcillosos y entornos rocosos. 